# بد گلایشنبرگ
بد گلایشنبرگ (به آلمانی: Bad Gleichenberg) یک منطقهٔ مسکونی در اتریش است که در زودوست‌اشتایرمارک واقع شده‌است. بد گلایشنبرگ ۱۳٫۷ کیلومتر مربع مساحت دارد ۳۱۷ متر بالاتر از سطح دریا واقع شده‌است.

## خواهرخوانده
شهر روتنباخ آن در پگنیتز خواهرخواندهٔ بد گلایشنبرگ هست.